# Kevin Van Geem
Kevin van Geem (1977) is een voormalig Belgisch voetballer. Hij kwam uit voor KSK De Jeugd Lovendegem, RS Waasland, AA Gent, KMSK Deinze, VW Hamme, Eendracht Hekelgem en FCV Dender EH. 
Van Geem verwierf eveneens algemene bekendheid door zijn beroep. Hij is professor aan het Laboratorium voor Petrochemie aan de Universiteit van Gent en had zo de eerste professor in de Belgische Eerste Klasse kunnen worden. Maar Kevin Van Geem verkoos om in Tweede Klasse te blijven bij Red Star Waasland. Na zijn periode in tweede klasse zakte hij af naar lagere regionen waar hij zijn carrière beëindigde.